# 杉原達
杉原 達（すぎはら とおる、1953年 - ）は、日本の歴史学者、日本学、文化史研究者。経済学博士。大阪大学大学院文学研究科教授を経て、大阪大学名誉教授。

## 人物
京都市生まれ。帝国主義時代のドイツ経済史研究から出発し、日本・アジア関係史、日本学を専門とする。在日朝鮮人史、中国人強制連行問題など近代の文化・経済の交流や移動、越境に関する研究がある。
父は経済学者（経済学史研究）の杉原四郎、実兄は経済史家（アジア圏貿易史研究）の杉原薫。

## 略歴
- 1953年 - 京都市に生まれる。

### 学歴
- 1971年 甲陽学院高等学校卒業[1]
- 1975年 京都大学経済学部卒業
- 1977年 大阪市立大学大学院経済学研究科修士課程修了
- 1979年 ドイツ連邦共和国ビーレフェルト大学歴史学部留学
- 1980年 関西大学大学院博士課程単位取得退学
- 1991年 経済学博士（関西大学、学位論文『オリエントへの道 -ドイツ帝国主義の社会史-』）

### 職歴
- 1977年 関西大学経済学部助手
- 1981年 同専任講師
- 1984年 同助教授
- 1991年 同教授
- 1992年 関西大学退職、大阪大学文学部助教授
- 1997年 同教授
- 1999年 同大学大学院文学研究科教授（組織変更に伴う）
- 2018年 同大学退職

## 著書
- 『オリエントへの道 ―ドイツ帝国主義の社会史』（藤原書店、1990年）
- 『越境する民 ―近代大阪の朝鮮人史研究』（新幹社、1998年／岩波現代文庫、2023年）
- 『中国人強制連行』（岩波新書、2002年）

### 共著・編著
- 『講座外国人定住問題 第1巻.日本社会と移民』伊予谷登士翁共編、明石書店、1996年
- 『岩波講座 アジア・太平洋戦争』倉沢愛子,成田龍一,テッサ・モーリス＝スズキ,油井大三郎,吉田裕共編（岩波書店、2005―06年）
- 『西松安野友好基金和解事業報告書』西松安野友好基金運営委員会、2014年。

## 翻訳
- H.モムゼン「ヴァイマル共和国におけるドイツ社会民主党と自由労働組合」『歴史と社会』4 号、1984年
- ルートヴィッヒ・フォン・フリーデブルク「ドイツにおける労使関係」(久本憲夫と共訳) 『日本労働協会雑誌』326号、1986年。
- ユルゲン・コッカ『歴史と啓蒙』肥前栄一共訳、未来社、1994年
- H.A.ヴィンクラー『ドイツ中間層の政治社会史 1871~1990年』(後藤俊明・奥田隆男 ・山中浩司と共訳)同文舘、1994年。